# Ramsey (Essex)
Pour les articles homonymes, voir Ramsey.
Ramsey  est un village près de la ville de Harwich, dans le district de Tendring, dans le comté anglais d'Essex. Le village fait partie de la paroisse civile de Ramsey et Parkeston.
Le Domesday Book (1086) enregistre deux parcelles de terrain dans la région, "Michaelstou" et "Rameseia". Ceux-ci ont ensuite été divisés en sept manoirs:
1. Le manoir de Roydon Hall
2. Le manoir de Ramsey Hall
3. Le manoir de Michaelstowe Hall
4. Le manoir de East New Hall
5. Le manoir de Strondland
6. Le manoir de Le Rey (Ray Island)
7. Le manoir de Foulton